# Псалом 97
Псалом 97 (у масоретській нумерації — 98) — 97 псалом із Книги псалмів. Латинською мовою псалом відомий як «Cantate Domino». Псалом 97 — гімн, один із царських псалмів, що прославляють Бога як Царя Його народу.
Псалом є регулярною частиною єврейських, католицьких, англіканських та протестантських літургій. Він часто був поставлений на музику. 

## Текст
| Вірш | Гебрейська мова                                                      | Давньогрецька мова (Септуаґінта) | Латинська мова (Вульгата) | Українська мова (Переклад Хоменка)                                                                              |
| ---- | -------------------------------------------------------------------- | --- | --- | --- |
| 1    | מִזְמ֡וֹר שִׁ֚ירוּ לַֽיהֹוָ֨ה \| שִׁ֥יר חָדָ֗שׁ כִּֽי־נִפְלָא֥וֹת עָשָׂ֑ה הוֹשִֽׁיעָה־לּ֥וֹ יְ֜מִינ֗וֹ וּזְר֥וֹעַ קָדְשֽׁוֹ | Ψαλμὸς τῷ Δαυιδ. ῎Αισατε τῷ κυρίῳ ᾆσμα καινόν, ὅτι θαυμαστὰ ἐποίησεν κύριος· ἔσωσεν αὐτῷ ἡ δεξιὰ αὐτοῦ καὶ ὁ βραχίων ὁ ἅγιος αὐτοῦ. | Psalmus ipsi David. Cantate Domino canticum novum, quia mirabilia fecit. Salvavit sibi dextera ejus, et brachium sanctum ejus. | Псалом. Співайте Господеві нову пісню, бо він учинив чуда. Його правиця і його святе рамено дали йому перемогу. |
| 2    | ההוֹדִ֣יעַ יְ֖הֹוָה יְשֽׁוּעָת֑וֹ לְעֵינֵ֥י הַ֜גּוֹיִ֗ם גִּלָּ֥ה צִדְקָתֽוֹ                             | ἐγνώρισεν κύριος τὸ σωτήριον αὐτοῦ, ἐναντίον τῶν ἐθνῶν ἀπεκάλυψεν τὴν δικαιοσύνην αὐτοῦ.                                            | Notum fecit Dominus salutare suum; in conspectu gentium revelavit justitiam suam.                                              | Господь явив своє спасіння, перед очима в народів явив він свою справедливість.                                 |
| 3    | זָ֘כַ֚ר חַסְדּ֨וֹ \| וֶֽאֱמֽוּנָתוֹ֘ לְבֵ֪ית יִשְׂרָ֫אֵ֥ל רָא֥וּ כָל־אַפְסֵי־אָ֑רֶץ אֵ֜֗ת יְשׁוּעַ֥ת אֱלֹהֵֽינוּ       | ἐμνήσθη τοῦ ἐλέους αὐτοῦ τῷ Ιακωβ καὶ τῆς ἀληθείας αὐτοῦ τῷ οἴκῳ Ισραηλ· εἴδοσαν πάντα τὰ πέρατα τῆς γῆς τὸ σωτήριον τοῦ θεοῦ ἡμῶν. | Recordatus est misericordiae suae, et veritatis suae domui Israel. Viderunt omnes termini terrae salutare Dei nostri.          | Згадав про свою милість і свою вірність супроти дому Ізраїля. Усі кінці землі побачили, як наш Бог спасає.      |
| 4    | הָרִ֣יעוּ לַֽ֖יהֹוָה כָּל־הָאָ֑רֶץ פִּצְח֖וּ וְרַנְּנ֣וּ וְזַמֵּֽרוּ                                 | ἀλαλάξατε τῷ θεῷ, πᾶσα ἡ γῆ, ᾄσατε καὶ ἀγαλλιᾶσθε καὶ ψάλατε·                                                                       | Jubilate Deo, omnis terra; cantate, et exsultate, et psallite.                                                                 | Ликуйте перед Господом, уся земле, радійте, й веселіться, і псалми співайте!                                    |
| 5    | זַמְּר֣וּ לַֽיהֹוָ֣ה בְּכִנּ֑וֹר בְּ֜כִנּ֗וֹר וְק֣וֹל זִמְרָֽה                                     | ψάλατε τῷ κυρίῳ ἐν κιθάρᾳ, ἐν κιθάρᾳ καὶ φωνῇ ψαλμοῦ·                                                                               | Psallite Domino in cithara; in cithara et voce psalmi;                                                                         | Псалми співайте Господеві на гуслах, на гуслах і голосом співу!                                                 |
| 6    | בַּֽחֲצֹֽצְרוֹת וְק֣וֹל שׁוֹפָ֑ר הָ֜רִ֗יעוּ לִפְנֵ֚י \| הַמֶּ֬לֶךְ יְהֹוָֽה                            | ἐν σάλπιγξιν ἐλαταῖς καὶ φωνῇ σάλπιγγος κερατίνης ἀλαλάξατε ἐνώπιον τοῦ βασιλέως κυρίου.                                            | in tubis ductilibus, et voce tubae corneae. Jubilate in conspectu regis Domini:                                                | Сурмами й під звуки рогу, ликуйте перед царем Господом!                                                         |
| 7    | יִרְעַ֣ם הַ֖יָּם וּמְלֹא֑וֹ תֵּ֜בֵ֗ל וְי֣שְׁבֵי בָֽהּ                                          | σαλευθήτω ἡ θάλασσα καὶ τὸ πλήρωμα αὐτῆς, ἡ οἰκουμένη καὶ οἱ κατοικοῦντες ἐν αὐτῇ·                                                  | moveatur mare, et plenitudo ejus; orbis terrarum, et qui habitant in eo.                                                       | Нехай заграє море та його повнота, світ і його мешканці.                                                        |
| 8    | נְהָר֥וֹת יִמְחֲאוּ־כָ֑ף יַ֜֗חַד הָרִ֥ים יְרַנֵּֽנוּ                                        | ποταμοὶ κροτήσουσιν χειρὶ ἐπὶ τὸ αὐτό, τὰ ὄρη ἀγαλλιάσονται,                                                                        | Flumina plaudent manu; simul montes exsultabunt                                                                                | Ріки нехай у долоні плещуть і разом нехай ликують гори —                                                        |
| 9    | לִֽפְ֥נֵי־יְהֹוָ֗ה כִּ֥י בָא֘ לִשְׁפֹּ֪ט הָ֫אָ֥רֶץ יִשְׁפֹּט־תֵּבֵ֥ל בְּצֶ֑דֶק וְ֜עַמִּ֗ים בְּמֵֽישָׁרִֽים                | ὅτι ἥκει κρῖναι τὴν γῆν· κρινεῖ τὴν οἰκουμένην ἐν δικαιοσύνῃ καὶ λαοὺς ἐν εὐθύτητι.                                                 | a conspectu Domini: quoniam venit judicare terram. Judicabit orbem terrarum in justitia, et populos in aequitate.              | перед Господом, бо він іде судити землю; судитиме по справедливості всесвіт, по правоті — народи.               |